# Marquesado de Santa María
El Marquesado de Santa María es un título nobiliario español creado el 31 de marzo de 1761 por el rey Carlos III, a favor de José-Gabriel Bouchier del Castillo y Márquez, Regidor Perpetuo de Cádiz.
El actual titular, desde 1996, es Ana María Angolotti y García de los Ríos, VII marquesa de Santa María.

## Armas
Angolotti: En plata una manzano de sinople, frutado de oro; cortado de sinople, con un jabalí de sable.

Escudo de la familia Angolotti

## Marqueses de Santa María
|                                 | Titular                                             | Periodo                         |
| Creación en 1761 por Carlos III | Creación en 1761 por Carlos III                     | Creación en 1761 por Carlos III |
| ------------------------------- | --------------------------------------------------- | ------------------------------- |
| I                               | José-Gabriel Bouchier del Castillo y Márquez        | 1761-1793                       |
| II                              | Gracia Bouchier Ruiz de Castro T’Serclaes           | 1793-1833                       |
| III                             | Francisco Rodríguez de Morales y Chacón             | 1833-1870                       |
| IV                              | José Rodríguez de Morales y Chacón                  | 1870-1931                       |
| De iure                         | María Rodríguez de Morales y de la Mora             | 1931-1941                       |
| V                               | Eduardo García de los Ríos y Rodríguez de Morales   | 1952-1974                       |
| VI                              | Ana-María García de los Ríos y Rodríguez de Morales | 1975-?                          |
| VII                             | Ana-María Angolotti y García de los Ríos            | 1996-2025                       |

## Historia de los marqueses de Santa María
- José-Gabriel Bouchier del Castillo y Márquez (1732-1793), I marqués de Santa María.

1. Casó, en Sevilla, con Albertina Guzmán.

Le sucedió su sobrina:
- Gracia Bouchier Ruiz de Castro T’Serclaes (1756-1833), II marquesa de Santa María.

1. Casó, en Motril, con Gregorio Ruiz de Castro.

Le sucedió su nieto:
- Francisco Rodríguez de Morales y Chacón (1848-1870), III marqués de Santa María.

1. Casó, en 1869, con Dolores Enríquez Patiño.

Le sucedió su hermano:
- José Rodríguez de Morales y Chacón (1850-1931), IV marqués de Santa María, Auditor del Ejército.

1. Casó, en Valladolid, con Isabel de la Mora y Ruiz.

Le sucedió, por Convalidación en 1952, su nieto (hijo de su hija María Rodríguez de Morales y de la Mora, quien ostentó el título de iure):
- Eduardo García de los Ríos y Rodríguez de Morales (†1974), V marqués de Santa María.

1. Casó, en 1943, en Posadas (Córdoba), con Rosario Padilla Anca.

Le sucedió, en 1975, su hermana:
- Ana-María García de los Ríos y Rodríguez de Morales (n.1903), VI marquesa de Santa María.

1. Casó con Enrique Angolotti Cárdenas, Médico.[6]

Le sucedió, en 1996, su hija:
- Ana-María Angolotti y García de los Ríos (1936-2025)[7],[8] VII marquesa de Santa María.

1. Casó, en 1966, con José Luis Carrasco Nadal (+2002)[9][10]

Actual titular.